# Björksjön, Närke
Björksjön är en sjö i Degerfors kommun i Närke och ingår i Göta älvs huvudavrinningsområde. Sjön är 6,8 meter djup, har en yta på 0,123 kvadratkilometer och är belägen 141 meter över havet.

## Delavrinningsområde
Björksjön ingår i det delavrinningsområde (656455-141658) som SMHI kallar för Mynnar i Gullspångsälven. Medelhöjden är 135 meter över havet och ytan är 23,88 kvadratkilometer. Det finns inga avrinningsområden uppströms utan avrinningsområdet är högsta punkten. Vattendraget som avvattnar avrinningsområdet har biflödesordning 3, vilket innebär att vattnet flödar genom totalt 3 vattendrag innan det når havet efter 267 kilometer. Avrinningsområdet består mestadels av skog (63 procent) och jordbruk (13 procent). Avrinningsområdet har 0,12 kvadratkilometer vattenytor vilket ger det en sjöprocent på 0,5 procent.